# 樊文才
樊文才（？—1801年），清朝中葉活躍於南中國海的海盜（華南海盜）。

## 生平
樊文才是原籍廣東省陸水。他原本是一個漁民。1786年加入海盜團夥，成為陳添保的屬下。他被西山朝授予指揮的官職。1799年，舊阮君主阮福映大舉北伐，攻打歸仁。樊文才率海盜，與宋福樑率領的阮軍激戰。海盜船戰敗，其在越南沿海一帶的巢穴被逐一搗毀。
1800年，阮福映再度大舉北伐，攻打富春（今順化）。樊文才與莫觀扶、梁文庚被阮軍俘虜。翌年，阮福映派鄭懷德、黎光定出使清朝，並將莫觀扶、梁文庚、樊文才三人移交清廷。兩廣總督吉慶對他們進行審問。隨後，嘉慶帝命令將他們按大逆罪處死。